# Lütfi Elvan
Lütfi Elvan (ur. 12 marca 1962 w mieście Ermenek w prowincji Karaman) – turecki polityk, działacz Partii Sprawiedliwości i Rozwoju (AKP), inżynier górnictwa, ekonomista.
Od 2007 pełni mandat deputowanego do Wielkiego Zgromadzenia Narodowego Turcji. Od 2013 do 2015 był ministrem transportu, gospodarki wodnej i komunikacji. W latach 2015–2016 sprawował urząd wicepremiera Turcji. Od 2016 zajmuje stanowisko ministra rozwoju
Jest żonaty i ma dwoje dzieci.